# کسائی کوفی
ابوالحسن علی بن حمزه کوفی شهرت‌یافته به کِسایی (۷۳۷م- ۸۰۵ م) (نسب: ابوالحسن علی بن حمزه بن عبدالله بن بهمن بن فیروز) لغوی، نحوی، قاری و کاتب عربی کوفی ایرانی‌اصل بود که از قاریان هفتگانه به‌شمار می‌رود. اهل کوفه بود و همان‌جا ابتدا لغت آموخت. سپس به بصره رفت و نزد خلیل بن احمد دانش آموخت، و خلیل به او پیشنهاد داد که به بادیه رود (جمع‌آوری لغت از بدوی‌ها از برای سالم‌تر بودن زبانشان) کسایی زمانی دراز در بادیهٔ بغداد نزد عرب‌های حُطَیمیّه بود، حال آنکه از طبقهٔ بدویان فصیح‌گو نبوده‌اند. هنگامی که کسایی به بصره بازگشت، خلیل بن احمد درگذشته بود و او جانشین یونس بن حبیب شد. کسائی در روزگار خلافت المهدی به بغداد درآمد و در قصر خلیفه، در ماه رمضان قرائت می‌کرد. سپس آموزگار کودکی امین و مأمون دو فرزند هارون الرشید شد. هارون او را در یکی از سفرهایش به خراسان، هم‌سفر گزید؛ کسائی در روستایی که رنبویه نامیده می‌شد، نزدیک ری درگذشت.
جودی بن عثمان را اولین کسی می‌دانند که کتاب کسایی را به اندلس برد و با این کار، آموزش نحو از مذهب بصری به مذهب کوفی را در اندلس تغییر داد. پیش از آن، اندلسی‌ها علم لغت را در متونی یادمی‌گرفتند که روشی خاص نداشت و کتاب‌هایشان، موضوعی باب‌بندی نشده بود. سپس خود جودی کتابی در نحو نگاشت. 

## زندگی
کسائی از اصحاب امام صادق بود و قرائت را چهار بار از حمزه اخذ کرد، به‌طوری‌که می‌توان به قرائت او اعتماد نمود. او همچنین در نحو شاگرد خلیل ابن احمد فَراهیدی بوده‌است.
دوری و ابوالحارث را از شاگردان او دانسته‌اند.

## آثار
کتاب‌ها و آثار زیادی به کسائی منسوب است؛ از جمله:
معانی القرآن و مقطوعُ القرآن و موصولُه، کتاب فِی القراءات، کتاب النوادر الکبیر و کتاب النوادر الأصغر، مختصر فِی النحو، اختلاف العدد، قصص الأنبیاء، الحروف و کتاب العدد، القراءات، المصادر، الهجاء و غیره.

## راویان
کسانی که از وی روایت کرده‌اند:
- حفصِ الّدوری (حفص ابن عمرو)
- ابوالحارث (لیث ابن خالد)